# Set It Off (Madball)
Set It Off is het tweede album van Madball, uitgebracht in 1994 door Roadrunner Records.

## Track listing
1. Set It Off – 3:25
2. Lockdown – 1:45
3. New York City – 2:02
4. Never Had It – 0:57
5. It's Time – 2:15
6. C.T.Y.C. (R.I.P.) – 2:10
7. Across Your Face – 1:10
8. Down By Law – 2:49
9. Spit On Your Grave – 1:49
10. Face To Face – 1:54
11. Smell The Bacon (What's With You?) – 0:47
12. Get Out – 0:55
13. The World Is Mine – 3:02
14. Friend Or Foe – 1:37 (Agnostic Front)